# Útesník maomao
Útesník maomao (Abudefduf abdominalis) je nemigrující ryba z čeledi sapínovití, která byla objevena v roce 1825. Žije v Tichém oceánu. Podle IUCN je málo dotčená.
Ryba plave poblíž vodní hladiny. Nejhlouběji se potápí do hloubky 25 metrů.

## Popis
Dospělí jedinci dorůstají délky až 10 centimetrů.